# 11 settembre 1683
Pour plus de détails, voir Fiche technique et Distribution.
11 settembre 1683 (en polonais : Bitwa pod Wiedniem) est un film dramatique et historique italo-polonais réalisé par Renzo Martinelli et sorti en 2012.

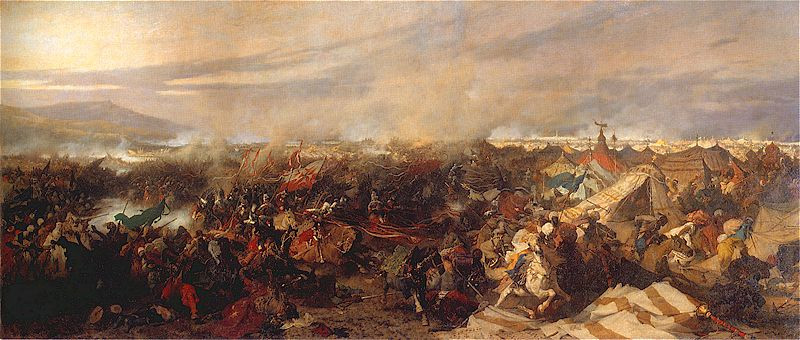
La Bataille de Vienne par Józef Brandt.

Le film, dont le scénario est librement inspiré de Il thaumaturge e l'imperatore de Carlo Sgorlon, retrace l'histoire de la bataille de Vienne, qui eut lieu le 11 septembre 1683, lorsque l'armée de la Sainte Ligue repoussa la tentative ottomane d'envahir la capitale autrichienne et, de là, le reste de l'Europe. Le film s'attarde notamment sur le rôle joué par le frère Marco d'Aviano. Tourné en anglais, le film est sorti le 12 octobre 2012,.

## Synopsis
Commençant après le premier siège de Vienne le siècle précédent, le film raconte les conflits qui ont précédé les événements du 11 septembre 1683, connus sous le nom de bataille de Vienne, à travers les différents conflits entre le christianisme catholique et l'islam turc.
Il montre les circonstances alléguées du second siège de Vienne et de l'assaut des Turcs ottomans menés par Kara Mustafa (Enrico Lo Verso) contre la monarchie des Habsbourg. L'attaque massive a été stoppée par le roi Jean III Sobieski de Pologne (Jerzy Skolimowski), qui a personnellement dirigé la redoutable cavalerie polonaise et a réussi à arrêter l'expansion turque dans la chrétienté européenne.

## Fiche technique
- Titre original italien : 11 settembre 1683
- Titre polonais : Bitwa pod Wiedniem (litt. : « La Bataille de Vienne »)
- Titre international anglais : The Day of the Siege: September Eleven 1683
- Réalisation : Renzo Martinelli
- Scénario : Valerio Manfredi, Renzo Martinelli
- Photographie : Fabio Cianchetti
- Montage : Tommaso Feraboli
- Musique :
- Costumes : Massimo Cantini Parrini
- Pays d'origine : Italie, Pologne
- Langue originale : anglais
- Format : couleur
- Genre : drame historique
- Durée : 114 minutes
- Dates de sortie :  

  -  Pologne : 12 octobre 2012 (sous le titre Bitwa pod Wiedniem - 11 września 1683)
  -  Italie : 11 avril 2013

## Distribution
- F. Murray Abraham : Marco d'Aviano
- Enrico Lo Verso : Karà Mustafà
- Jerzy Skolimowski : Jean III Sobieski
- Krzysztof Kwiatkowski : Jean-Georges III de Saxe
- Alicja Bachleda : Éléonore d'Autriche, reine de Pologne (en polonais : Eleonora Habsburżanka)
- Piotr Adamczyk : Léopold Ier, empereur romain germanique (en polonais : Leopold I Habsburg)
- Andrea Iaia : Giovanni Cristofori
- Claire Bloom : Rosa Cristofori
- Matteo Branciamore : prince Eugène de Savoie-Carignan
- Marius Chivu : père Cosma
- Antonio Cupo : Charles V, duc de Lorraine
- Giorgio Lupano : comte Ernst-Rüdiger von Starhemberg
- Federica Martinelli : Lena
- Gianni Musy : Carlo Cristofori
- Daniel Olbrychski : Marcin Kazimierz Kątski
- Isabella de Ligne-La Trémoïlle : Leila (comme Isabella Orsini)
- Borys Szyc : Mikołaj Sieniawski
- Yorgo Voyagis : Abu'l
- Hal Yamanouchi : Murad Giray
- Wojciech Mecwaldowski : Jerzy Franciszek Kulczycki
- Vlad Radescu : Ahmed Bey
- Marcin Walewski : Jakub "Fanfan" Sobieski
- Brando Pacitto : Marco d'Aviano enfant
- Beata Ben Ammar : Marysienka Sobieska, reine de Pologne
- Edward Linde-Lubaszenko : Jan Andrzej Morsztyn

## Production
Il a fallu dix ans pour réunir le budget de 13 000 000 $. En plus de la version théâtrale, les cinéastes ont préparé une version plus longue qui sortira à la télévision sous forme de mini-série. Le tournage commence en avril 2011, avec le soutien de bailleurs de fonds d'Autriche, de Pologne et d'Italie, avec le soutien de la RAI avec 5,8 millions d'euros et un autre million d'euros de la région du Frioul.
L'allusion du titre aux attentats du 11 septembre 2001 est intentionnelle. Le réalisateur Martinelli a expliqué que, bien que cette date soit associée aux attaques contre les États-Unis, peu de gens savent que la date marque également les événements historiques de 1683 lorsque 300 000 soldats ont déménagé de Constantinople à Vienne avec l'intention de capturer Rome et de transformer la basilique Saint-Pierre en mosquée,. En réalité, cependant, la bataille de Vienne (Schlacht am Kahlenberg) a eu lieu le 12 septembre 1683.
Lors de la production en juin, il a été révélé pour la première fois qu'avec un calendrier de tournage prévu de treize semaines, le film utiliserait plus de cent acteurs de Pologne, des États-Unis, d'Italie, de Roumanie, de Turquie, de Grèce, d'Espagne et de France, plus de 10 000 figurants et 3 000 chevaux dans les scènes de bataille. Les cinéastes n'ont pas pu obtenir les autorisations d'utiliser les structures du château en Pologne, et bien que les intérieurs du palais de Wilanów aient finalement été utilisés, les extérieurs du château ont été tournés à Mantoue, en Lombardie, pour représenter celui du roi Jean III Sobieski. Le film a été entièrement tourné en anglais dans l'intention d'être distribué dans le monde entier.
Le film a été tourné en Pologne et en Roumanie.
L'acteur Gianni Musy meurt avant la fin du film et n'a pas pu doubler son personnage, il a donc été doublé par Sergio Graziani, qui a prêté sa voix gratuitement en hommage à son collègue.

## Accueil
Tout en se plaignant que les graphismes des effets spéciaux du film ressemblaient à ceux d'un jeu vidéo basse résolution, Polityka a noté que bien qu'il soit basé à l'époque et au lieu de la bataille de Vienne, le film n'est pas strictement historique, mais est plutôt un drame fictif, comme tout autre film historique.